# Selim Gündüz
Selim Gündüz (* 16. Mai 1994 in Siegen) ist ein türkisch-deutscher Fußballspieler.

## Karriere
Selim Gündüz begann seine Karriere 1999 in Netphen bei der TuS Deuz, bevor er 2007 zu den Sportfreunden Siegen ging. 2009 wechselte er in die Jugendabteilung des VfL Bochum, bei dem er ab 2012 für die zweite Mannschaft in der Regionalliga West zum Einsatz kam.
Am 2. August 2014, dem ersten Spieltag der Saison 2014/15, kam er bei einem 1:1 gegen die SpVgg Greuther Fürth zu seinem ersten Einsatz für die erste Mannschaft in der 2. Bundesliga. Am 7. Februar 2015 erzielte er bei einer 1:2-Niederlage beim 1. FC Union Berlin mit dem Tor zur zwischenzeitlichen 1:0-Führung in der 32. Minute seinen ersten Treffer im Profifußball. Am 10. April 2015 verlängerte Gündüz seinen Vertrag bis zum 30. Juni 2018. In der Folgezeit gehörte er fest zum Kader der Zweitliga-Mannschaft, konnte sich aber nicht als Stammspieler durchsetzen. Insgesamt bestritt er 52 Zweitligaspiele für die Bochumer, davon 24 in der Startelf.
Nach Vertragsende verließ er den Verein und schloss sich Ende August 2018 dem Ligakonkurrenten SV Darmstadt 98 an. Verletzungsbedingt konnte Gündüz nur einen Einsatz für den Verein absolvieren, als er bei der 1:0-Heimniederlage gegen seinen früheren Verein VfL Bochum in der 82. Spielminute für Marcel Heller eingewechselt wurde. Sein Einjahresvertrag wurde nach dem Klassenerhalt im Frühjahr 2019 nicht verlängert.
Im Anschluss erhielt Gündüz beim Drittligisten KFC Uerdingen 05 einen bis Juni 2020 gültigen Vertrag. An den ersten elf Spieltagen wurde der Offensivspieler dort regelmäßig im Mittelfeld sowie auf dem rechten Flügel eingesetzt, spielte aber insbesondere nach dem Trainerwechsel von Heiko Vogel zu Stefan Reisinger keine Rolle mehr und bestritt nach dem 11. Spieltag kein weiteres Spiel mehr, weshalb er den Verein nach Saisonende wieder verließ. Zur Folgesaison verblieb Gündüz in der 3. Liga und unterschrieb einen Einjahresvertrag beim Halleschen FC, der aufgrund „familiärer Gründe“ jedoch bereits Mitte März 2021 nach vier Ligaspielen wieder aufgelöst wurde.
Nach über neunmonatiger Vereinslosigkeit verpflichtete ihn in der Winterpause der Saison 2021/2022 der Regionalligist Alemannia Aachen, bei dem er daraufhin Stammspieler wurde. Nachdem im Mai 2022 eine Verlängerung des Vertrags über das Ende der Saison hinaus gescheitert war, schloss sich Gündüz im Sommer 2022 dem türkischen Zweitligisten Keçiörengücü an.
Nachdem Gündüz' Vertrag beim Berliner AK 07 ausgelaufen und er zunächst ohne neuen Verein war, schloss er sich Ende August 2024 Türkspor Dortmund in der Regionalliga West an.